# The Football League 1927-28
The Football League 1927–28 var den 36. sæson af The Football League og dermed også det 36. engelske mesterskab i fodbold. Ligaen bestod af 88 hold fordelt i fire divisioner med 22 hold, hvor hver division spillede en dobbeltturnering alle-mod-alle.
First Division blev vundet af Everton F.C., som dermed vandt ligaen og det engelske fodboldmesterskab for tredje gang. De to første titler blev vundet i sæsonerne 1890-91 og 1914-15.

## Resultater

### First Division
Divisionen bestod af 22 hold, der spillede en dobbeltturnering alle-mod-alle (ude og hjemme). De to lavest placerede hold ved sæsonens afslutning rykkede ned i Second Division.

### Second Division
Sæsonen 1927-28 var den 32. sæson i Second Division, der havde deltagelse af 22 hold, der spillede en dobbeltturnering alle-mod-alle (ude og hjemme). De to bedst placerede hold rykkede op i First Division, mens de to lavest placerede hold rykkede ned i Third Division.

### Third Division
Sæsonen 1927-28 var den 8. sæson af Third Division. Divisionen var opdelt i to regionale puljer, Third Division North og Third Division South, begge med 22 hold, som hver spillede en dobbeltturnering alle-mod-alle. Vinderne af de to divisioner rykkede op i Second Division, mens de to lavest placerede hold i hver division måtte søge genvalg for at forblive i ligaen.